# Gao Zhihang
Gao Zhihang  (en chino simplificado, 高志航; Wade-Giles, Kao Chih-hang; 14 de mayo de 1907 – 21 de noviembre de 1937) fue un As de la aviación de la República de China durante la segunda guerra sino-japonesa. El 14 de agosto de 1937, el 4. ° Grupo de la Fuerza Aérea comandado por Gao derribó seis aviones japoneses, sin sufrir ninguna baja. Posteriormente, Gao se convirtió en un héroe de guerra chino.

## Biografía
Gao nació en la provincia de Liaoning, en el seno de una familia católica el 14 de mayo de 1907. Él era el mayor de seis hermanos. Gao fue admitido en la clase de educación de la camarilla de Fengtian como un cadete de artillería. Fue seleccionado para recibir entrenamiento de vuelo en Francia en el año siguiente. Gao volvió a China en 1927 y fue enviado al Escuadrón Aéreo "Águila" bajo las órdenes del Mariscal Zhang Zuolin, se convirtió en un instructor de vuelo en 1929.
Cuando el Imperio del Japón invadió Manchuria en 1931, se dirigió al sur para unirse al gobierno central, dando clases de pilotaje en Hangzhou. Después de regresar de un viaje de inspección en Italia, fue nombrado Jefe Adjunto de Instrucción y comandante del 4. ° Grupo de Persecución.

## Batallas aéreas

### Batalla de Shanghái
El 14 de agosto de 1937, el Servicio Aéreo de la Armada Imperial Japonesa despachó nueve bombarderos Mitsubishi G3M bajo el mando del Teniente Comandante Nitta, su misión era atacar el aeródromo de Hangzhou. Otros nueve bombarderos bajo el mando del Teniente Comandante Asano para atacar el aeródromo de Kwang-teh. Los aviones japoneses despegaron desde el aeródromo de Matsuyama en Taipéi, a las 14.50 (hora local). Cada bombardero llevaba dos bombas de 250 kg . El ataque fue descubierto pronto por los chinos y la inteligencia china informó que varios bombarderos japoneses habían despegado de un aeródromo de Taiwán, cruzando el estrecho de Formosa y se dirigían hacia el norte sobre Zhejiang en dirección a Hangzhou. En ese entonces, Hangzhou solo era defendido por un puñado de Curtiss Hawk III volados por instructores de la Academia de Aviación Central de China ya que los refuerzos de Zhoujiakou no habían podido volar debido al mal tiempo. El Coronel Gao había volado previamente de Nanchang a Jianqiao para esperar el cuarto escuadrón de Hawk III que él dirigía.
Tan pronto como escucharon el bombardeo a una altitud de cuatro mil metros, los chinos descendieron a través de las nubes, y encontraron a los bombarderos enemigos en formaciones sueltas sobre la bahía de Hangzhou. Gao Zhihang señaló un bombardero japonés y lo derribó. El bombardero terminaría estrellándose en el río Qiantang. Los chinos habían ganado la primera batalla aérea contra los japoneses.
Convertidos en unos héroes, el cuarto escuadrón fue nombrado el "Grupo Zhihang".

## Muerte
En octubre de 1937, Gao fue ascendido a Comandante de Búsqueda de la Fuerza Aérea China, manteniendo su estatus de comandante del cuarto escuadrón.
En noviembre del mismo año, el cuarto escuadrón reemplazo los Hawk III por los Polikarpov I-16. Gao dirigió el segundo grupo en su vuelo de regreso a Nankín el 21 de noviembre.
Mientras repostaban en el aeródromo de Zhoujiakou, fueron sorprendidos por una decena de Mitsubishi G3M, que estaban llevando a cabo una misión de reconocimiento. Las bombas ya estaban cayendo cuando Gao se dirigió a su avión, pero el motor no se puso en marcha y con las bombas cada vez más cerca, la tripulación de tierra, decidiendo que la discreción era la mejor parte del valor, abandonó el avión para ponerse a cubierto. Persiguiendo a ellos, Gao los trajo de vuelta con la punta de su revólver reglamentario para que lo ayuden a encender el motor,  pero perdió la vida cuando una bomba explotó junto al avión.
En el momento de su muerte, Gao había reclamado 4 victorias, todas desde su Hawk III. Sin embargo, los registros de la Fuerza Aérea de la República de China solo certifican 3 victorias y media, por lo cual se le entregó la medalla "De las Tres Estrellas".

## Legado
Gao fue ascendido a Mayor General post mortem.
En 1940, el gobierno anunció que el 14 de agosto sería el Día de la Fuerza Aérea para elevar la moral de la población china.
Su vida fue retratada en la película de 1977 Heroes of the Eastern Skies y en la serie de televisión de 2010 Departed Heroes.